# Trigonophorus rothschildi

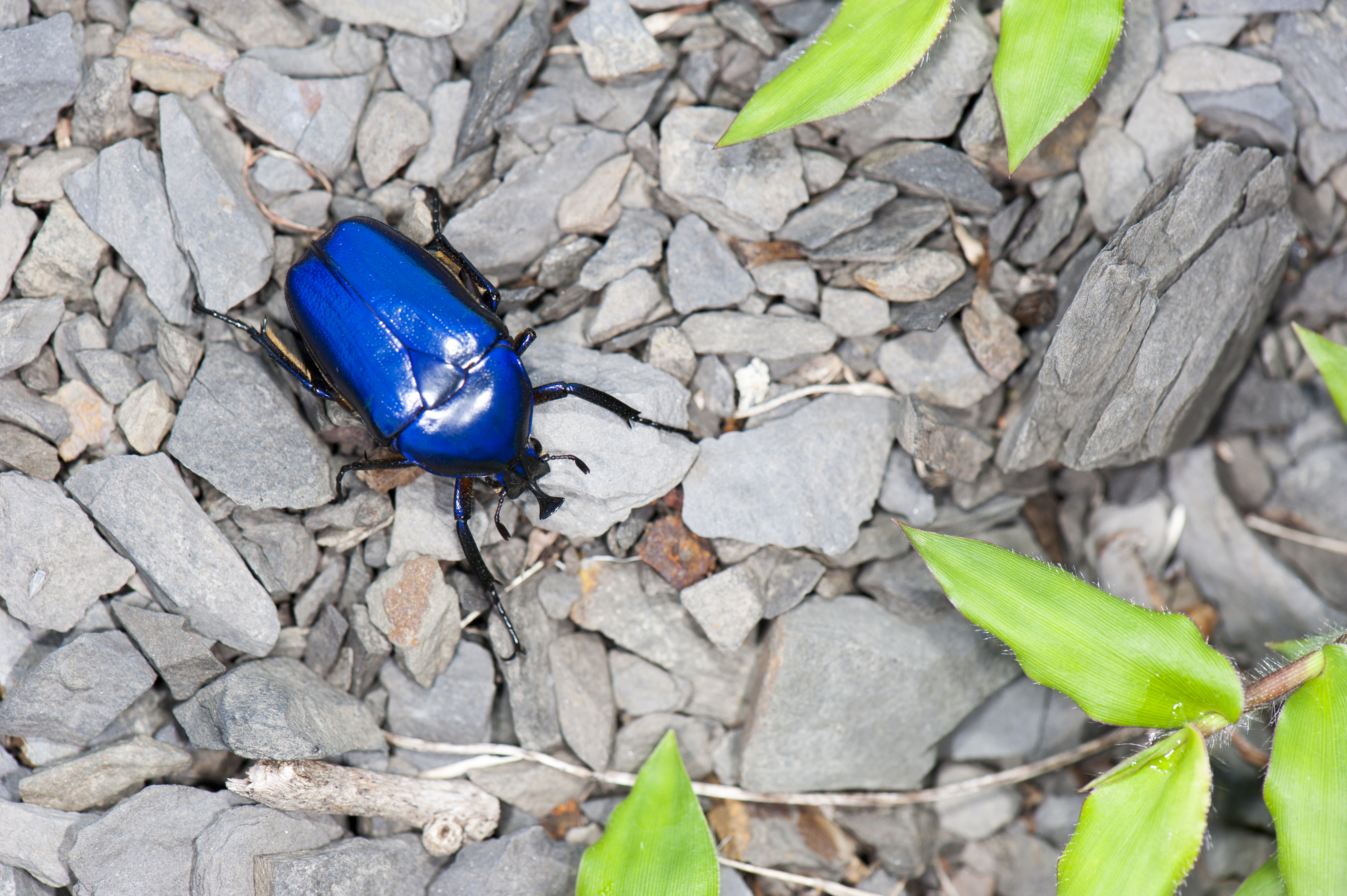

Trigonophorus rothschildi – gatunek chrząszcza z rodziny poświętnikowatych, z podrodziny kruszczycowatych.

## Taksonomia
Gatunek ten ma dwa podgatunki:
- Trigonophorus rothschildi rothschildi Fairmaire, 1891
- Trigonophorus rothschildi varians Bourgoin, 1914

## Opis gatunku
Gatunek ten osiąga około maksymalnie 34 mm długości. Dorosłe osobniki występują w kolorach: pomarańczowym, fioletowym, niebieskim, czarnym oraz najpopularniejszym zielonym.